# جولین لنون
جولین لنون (انگلیسی: Julian Lennon؛ زادهٔ ۸ آوریل ۱۹۶۳) یک موسیقی‌دان اهل بریتانیا است. وی از سال ۱۹۸۴ میلادی تاکنون مشغول فعالیت بوده‌است.
او فرزند جان لنون و همسر اولش سینتیا لنون است. نام او برگرفته شده از نام مادربزرگش، جولیا لنون، است. او یک برادر ناتنی به نام شان لنون دارد.